# Viverroidea
Viverroidea – infrarząd ssaków z podrzędu kotokształtnych (Feliformia) w obrębie rzędu drapieżnych (Carnivora).

## Zasięg występowania
Infrarząd obejmuje gatunki występujące w Eurazji i Afryce.

## Podział systematyczny
Do infrarzędu zaliczane są następujące rodziny:
- Viverridae J.E. Gray, 1821 – wiwerowate
- Herpestidae Bonaparte, 1845 – mangustowate
- Eupleridae Chenu, 1850 – falanrukowate
- Hyaenidae J.E. Gray, 1821 – hienowate